# Erik Ahnlund
Nils Erik Ahnlund, född 17 april 1921 i Stockholm, död 2 augusti 2015 i Västerås, var en svensk jurist som var lagman i Sala tingsrätt från 1973 till 1986.
Ahnlund blev juris kandidat vid Stockholms högskola 1945 och genomförde tingstjänstgöring 1945–1947 innan han blev fiskal vid Svea hovrätt 1948. Han blev assessor i Västerås rådhusrätt 1952, var rådman där från 1960 och lagman i Sala tingsrätt 1973–1986.
Ahnlund var son till professor Nils Ahnlund och hans maka Lisa, född Hallberg. Han var gift från 1945 med Brita, adjunkt, född Bergh 1920, dotter till aktuarie Oskar Bergh och Ester, född Stenqvist.